# Laurent Gaudé
Laurent Gaudé (Parigi, 6 luglio 1972) è uno scrittore e drammaturgo francese.

## Romanzi
- Cris, 2001
- La tigre blu dell'Eufrate, 2002 ?
- La morte di re Tsongor, vincitore del Prix Goncourt des lycéens 2002
- Gli Scorta, vincitore del Premio Goncourt 2004
- Eldorado, 2006
- La porta degli inferi, 2008
- Sodoma, dolce (?) 2009
- Uragano, 2010
- Ascoltate le nostre sconfitte, 2016
- Salina : les trois exils, Actes Sud, 2018
- Paris, mille vies, Actes Sud, 2020
- Cane 51 (Chien 51. 2022), editore E/O, 2024

## Teatro
- Combats de possédés, Actes Sud, 1999
- Onysos le furieux, Actes Sud, 2000
- Pluie de cendres, Actes Sud, 2001
- Cendres sur les mains, Actes Sud, 2002
- Le Tigre bleu de l'Euphrate, Actes Sud, 2002
- Salina, Actes Sud, 2003
- Médée Kali, Actes Sud, 2003
- Les Sacrifiées, Actes Sud, 2004
- Sofia Douleur, Actes Sud, 2008
- Sodome, ma douce, Actes Sud, 2009
- Mille orphelins suivi de Les Enfants Fleuve, Actes Sud, 2011
- Caillasses, Actes Sud, 2012
- Daral Shaga suivi de Maudits les Innocents, livrets d'opéra, Actes Sud, 2014